# Neufchelles
Neufchelles – miejscowość i gmina we Francji, w regionie Hauts-de-France, w departamencie Oise.
Według danych na rok 1990 gminę zamieszkiwało 325 osób, a gęstość zaludnienia wynosiła 50 osób/km² (wśród 2293 gmin Pikardii Neufchelles plasuje się na 675. miejscu pod względem liczby ludności, natomiast pod względem powierzchni na miejscu 734.).